# Trevor Griffiths
Trevor Griffiths (* 4. April 1935 in Manchester; † 29. März 2024) war ein britischer Dramatiker.

## Leben
Griffiths schloss 1955 ein Studium in Anglistik ab, lehrte dann acht Jahre an einer Privatschule in Oldham sowie als Dozent an einer Fachhochschule in Stockport. Ab 1965 arbeitete Griffiths für die BBC in Leeds als Leiter der Fortbildung. Während dieser Zeit schrieb er bereits mehrere Stücke für eine Verlagsgesellschaft. 1972 kündigte er seinen Job, um sich ganz dem Schreiben widmen zu können.
Griffiths schrieb Geschichten aus dem Arbeitermilieu, da er selbst in diesem aufgewachsen war. In der Bundesrepublik wurde er vor allem bekannt durch Roter Sonntag in Turin (im Original Occupations, 1973) und Sam, Sam (1974) sowie Hoffnung im Jahre Zwei und Piano. Sein Werk umfasste Fernsehproduktionen, Kinofilme und Theaterstücke. 1982 erhielt er einen Golden Globe als Bester Drehbuchautor für den Film Reds sowie eine Oscar-Nominierung.
Griffiths lebte in Yorkshire, England.